# Poecilasthena prouti
Poecilasthena prouti är en fjärilsart som beskrevs av Reginald James West 1929.
Poecilasthena prouti ingår i släktet Poecilasthena och familjen mätare. Inga underarter finns listade i Catalogue of Life.